# Ut queant laxis

Ut queant laxis, aussi connu comme l'hymne pour saint Jean-Baptisteest un hymne religieux en latin du poète Paul Diacre, utilisé par Gui d'Arezzo pour en tirer six notes de musique : ut, re, mi, fa, sol, la.

## Hymne et notes de musique

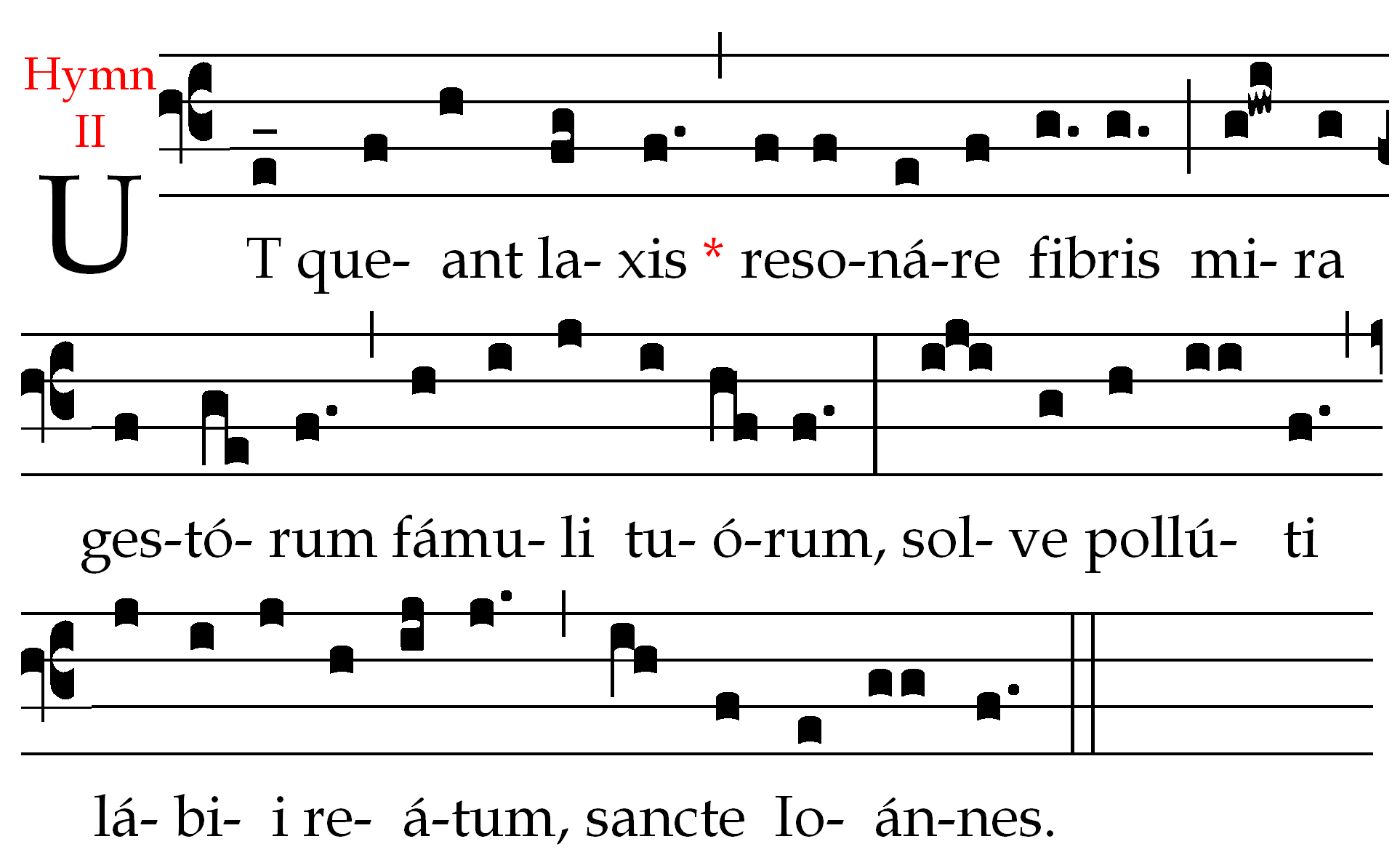
Ut queant laxis en neume

L'hymne, datant du IXe siècle et écrit en strophe saphique, est attribué à Paul Diacre. Gui d'Arezzo tire de sa première strophe six notes de musique (ut, re, mi, fa, sol, la) en utilisant la première syllabe de chaque hémistiche. Ce n'est que plus tard, au XVIe siècle par Anselme de Flandres voire au XVIIIe siècle selon les sources, que le « si » est introduit, en accolant les premières lettres de « Sancte » et « Ioannes »,. Avant l'introduction de ces notations, mémorisables grâce à l'hymne, les notes de musiques étaient désignées par les premières lettres de l'alphabet, comme cela est toujours le cas dans les pays anglophones.
Ut queant laxīs resonāre fibrīs   (v. 1)

Mīra gestōrum famulī tuōrum,

Solve pollūtī labiī reātum,

Sāncte Iohannēs.                         

Nuntius celso veniens Olympo,            (v. 5)

Te patri magnum fore nasciturum,

Nomen, et vitae seriem gerendae,

Ordine promit.
— Paul Diacre, Hymne à saint Jean-Baptiste
Pour que tes serviteurs puissent (= Ut famuli queant) 

chanter à gorge déployée (= resonare laxis fibris) 

les merveilles de tes actions (= mira gestorum tuorum),

absous le crime de leur lèvre souillée (= solve reatum labii polluti),

ô saint Jean (= sancte Johannes).

Autre traduction plus libre pour le vers 3 : ...efface le péché qui souille notre bouche...

Le messager venant des hauteurs de l'Olympe (= Nuntius veniens celso Olympo)

annoncer à ton père (= [nuntiari, sous-entendu] patri)

que tu naîtras grand (= te magnum fore nasciturum)

prophétise en bon ordre (= promit ordine) 

ton nom (= Nomen)

et le déroulement de la vie que tu devras mener (= et seriem vitae gerendae).

Autre traduction pour le vers 6 : ...annoncer que tu naîtras et seras un grand homme...
— Traduction en français de la première strophe de l'hymne,

## Mélodie
L'origine de la mélodie n'est pas résolue : elle peut avoir été composée par Gui d'Arezzo lui-même ou avoir été empruntée à un chant existant. Les syllabes « ut, re, mi, fa, sol, la » sont chantées sur la note qu'elle désignent.